# 埃尔维勒沙泰勒
埃尔维勒沙泰勒（法語：Ervy-le-Châtel，法語發音：[ɛʁvi lə ʃatɛl]）是法国奥布省的一个市镇，属于特鲁瓦区。

## 地理
埃尔维勒沙泰勒（48°2'27"N, 3°54'40"E）面积21.39 平方千米，位于法国大東部大區奥布省，该省份为法国中北部省份，北起马恩省，西接塞纳-马恩省，西南至约讷省，东南至科多尔省，东临上马恩省。
与埃尔维勒沙泰勒接壤的市镇（或旧市镇、城区）包括：欧松、谢西莱普雷、库尔托尔、达夫雷、欧-皮索、蒙费、舍曼新城、沃农。

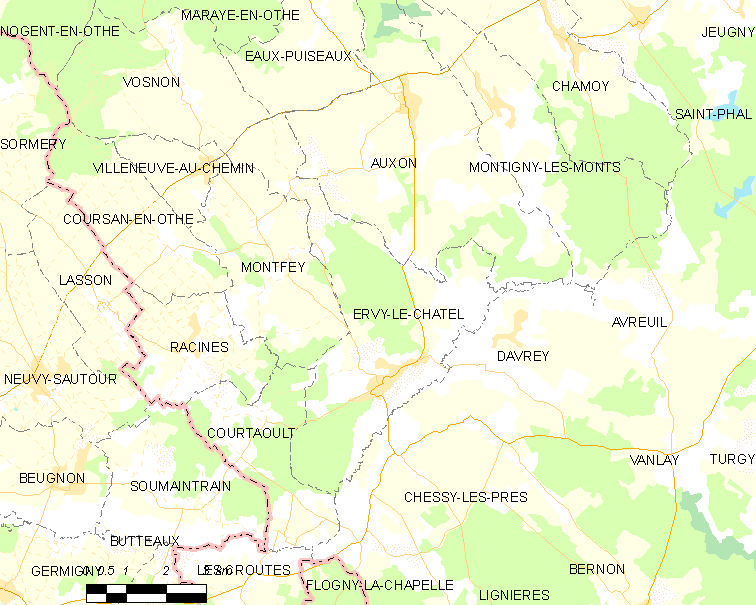
埃尔维勒沙泰勒的OSM定位图

埃尔维勒沙泰勒的时区为UTC+01:00、UTC+02:00（夏令时）。

## 行政
埃尔维勒沙泰勒的邮政编码为10130，INSEE市镇编码为10140。

## 政治
埃尔维勒沙泰勒所属的省级选区为艾克斯-维勒莫尔-帕利斯县。

## 人口

1962-2008年间埃尔维勒沙泰勒人口变化图示

埃尔维勒沙泰勒于2022年1月1日时的人口数量为1108人。